# Église Sainte-Marie-Madeleine de Sandringham
L'église Sainte-Marie-Madeleine (anglais : St Mary Magdalene Church) est une église située à Sandringham, dans le comté de Norfolk en Angleterre, dédiée à Marie Madeleine.
Elle se trouve juste au nord-ouest du domaine de Sandringham House. Les membres de la famille royale présents au domaine viennent y assister aux offices, en particulier à Noël.
Le bâtiment actuel, qui date du XVIe siècle, a été restauré en 1857 par l'architecte Samuel Sanders Teulon et est considéré comme un bel exemple de construction en grès, de style gothique perpendiculaire. Situé dans un parc et « se tenant majestueusement sur une assise surélevée », on s'en approche par une avenue bordée de vieux pins d'Écosse.
L'autel et le retable en argent ont été offerts à la reine Alexandra par l'américain Rodman Wanamaker (en) en hommage à Édouard VII. Il lui a également remis une chaire et une croix processionnaire espagnole du XVIIe siècle, toutes deux en argent. Comme autres éléments remarquables, il faut citer des fonts baptismaux en marbre de Florence et des fonts baptismaux grecs datant du IXe siècle,.

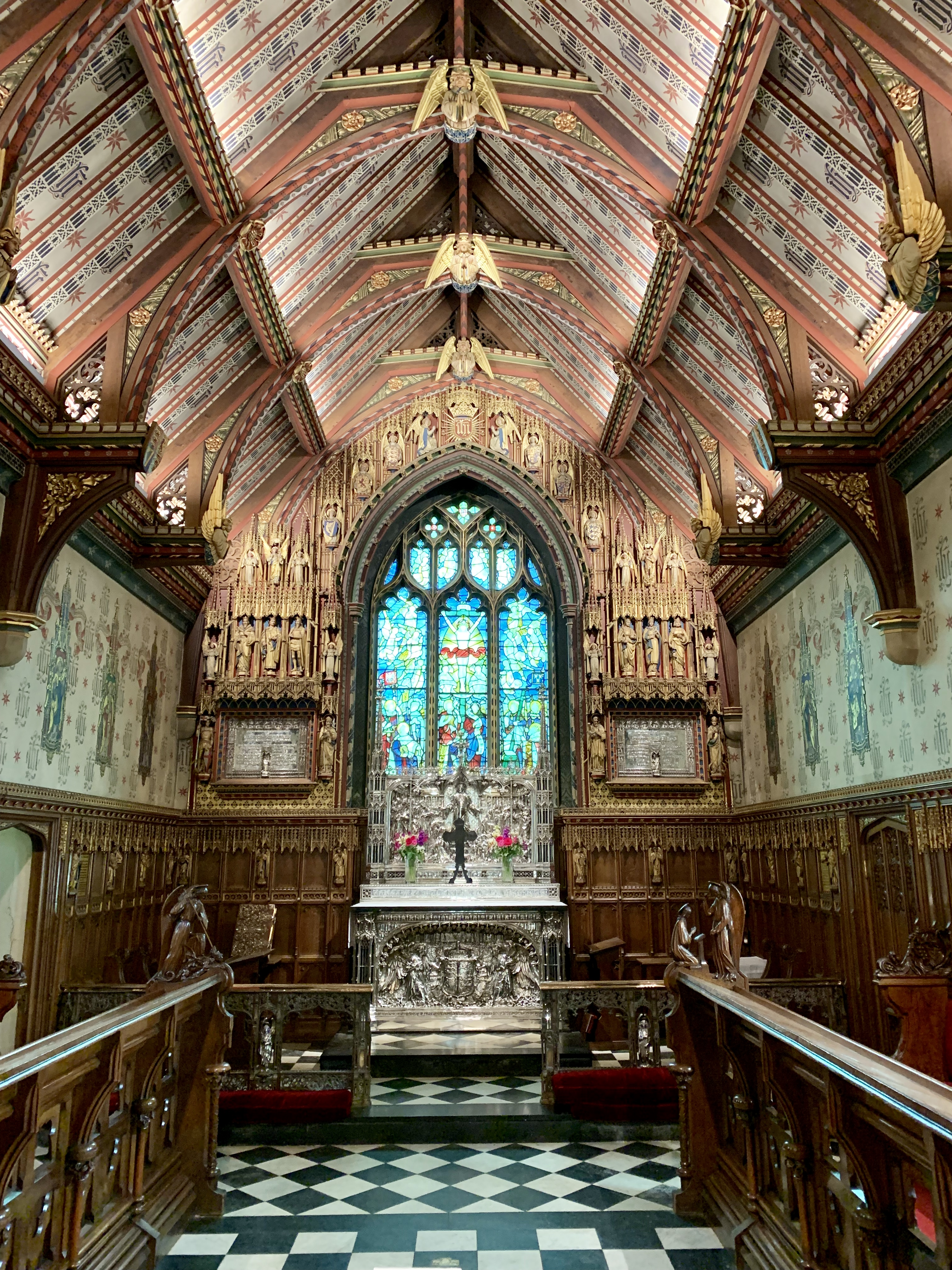
Chœur de l'église Sainte-Marie-Madeleine de Sandringham.

À l'intérieur et à l'extérieur de l'église, on rencontre des mémoriaux commémorant des membres de la famille royale et certains de leurs proches. Le prince John y est enterré. Le cercueil du roi George VI y a été exposé à sa mort en février 1952.